# Kam Air-vlucht 904
De ramp met Kam Air Vlucht 904 was een luchtvaartongeval dat plaatsvond op 3 februari 2005 om 04:00 uur (lokale tijd), toen een Boeing 737-200 van de luchtvaartmaatschappij Kam Air in Afghanistan vermist werd tijdens een binnenlandse vlucht van Herat naar het internationale vliegveld van Kabul. Dit ongeval is het dodelijkste in de Afghaanse geschiedenis. 
Tijdens een sneeuwstorm werd de communicatie met het toestel verbroken. De reden van het verlies aan verbinding met het toestel is evenals waarom het vliegtuig neerstortte onbekend. De leider van de Taliban, Mullah Dadullah, gaf een verklaring af waarin hij stelde dat zijn strijders het toestel niet hebben neergehaald en dat hij meevoelde met de families van de slachtoffers. Luchtverkeersleiding in Afghanistan wordt verzorgd door de Amerikaanse strijdkrachten. Deze is gevestigd op de vliegbasis Bagram.  Bagram is een militaire basis van de Amerikaanse luchtmacht en was de veiligste uitwijkhaven waar de vlieger een noodlanding kon uitvoeren.
Eén theorie is dat het toestel geen brandstof meer had nadat het was geweigerd door de Amerikaanse luchtverkeersleiding. Vlucht 904 kon niet landen op KAIA vanwege slecht weer daar en de piloot besloot uit te wijken naar Bagram. Het vliegveld weigerde de landing aan het vliegtuig, hoewel de vlieger meldde dat het toestel nog voor ongeveer 15 minuten brandstof had. Deze claim verscheen voor het eerst in Pakistaanse kranten en in nieuwssites op het internet. Ook werd het verkondigd door de internationale zender van Radio Tehran.
Nadat het toestel vermist werd, werd door de NAVO een reddingsoperatie op touw gezet. Twee Nederlandse Apache helikopters vonden de staart om 2130 UTC (UTC = gecoördineerde wereldtijd). Het toestel werd gevonden op twintig km ten oosten van Kaboel, in de zijkant van de Chaperiberg op een hoogte van 3300 meter. Alle 104 inzittenden aan boord waren vermoedelijk om het leven gekomen en het toestel was volledig vernield.
De flightdatarecorder is gevonden en is overgedragen aan de Amerikaanse Transportveiligheidsraad (NTSB). De cockpitvoicerecorder die de stemmen in de cockpit en dergelijke opneemt (waar dus het al of niet toestaan van de noodlanding op Bagram staat) is nog niet gevonden.
Van de 104 personen aan boord van het toestel waren er 96 passagier en acht waren bemanningsleden. Er waren ten minste 24 buitenlanders aan boord: negen Turken, zes Amerikanen, vier Russen, drie Italianen en één Iraniër. De gezagvoerder had twee nationaliteiten: hij bezat zowel de Canadese als de Russische nationaliteit. Alle Russen waren bemanningsleden, terwijl de Turken burgermedewerkers waren van firma's die in Afghanistan helpen bij de wederopbouw. De Italianen waren zowel een architect die voor de Verenigde Naties werkte, als burgermedewerkers en een marine kapitein.  Drie van de zes Amerikanen waren vrouwen die werkten voor het bedrijf Management Science for Health wat gevestigd is in Cambridge, Massachusetts.
Kam Air is een particulier bedrijf dat is opgericht in 2003. Het bedrijf maakt gebruik van een vloot gehuurde Boeing en Antonov vliegtuigen voor binnen- als buitenlandse vluchten. Vlucht 904 werd uitgevoerd met een Boeing 737-200 die gehuurd werd van Phoenix Aviation, een firma uit Sharjah in de Verenigde Arabische Emiraten.